# NGC 4386
NGC 4386 је спирална галаксија у сазвежђу Змај која се налази на NGC листи објеката дубоког неба.
Деклинација објекта је + 75° 31' 46" а ректасцензија 12h 24m 27,7s. Привидна величина (магнитуда) објекта NGC 4386 износи 11,7 а фотографска магнитуда 12,7. Налази се на удаљености од 27,550 милиона парсека од Сунца. NGC 4386 је још познат и под ознакама UGC 7491, MCG 13-9-27, CGCG 352-33, PGC 40378.